# Вендлинг, Жан
Жан Вендлинг (фр. Jean Wendling; род. 29 апреля 1934, Бишайм) — французский футболист, игравший на позиции защитника, игрок национальной сборной Франции. Известен выступлениями за клубы «Расинг Страсбур» и «Реймс». Двукратный чемпион Франции.

## Клубная карьера
Во взрослом футболе дебютировал на стыке 1940-х и 1950-х годов выступлениями за клуб «Спортинг Шильтигайм», уже в 1951 году пополнил состав клуба «Расинг Страсбур». После двух лет выступления во второй лиге чемпионата Франции в 1953 году вместе с командой вышел в высшую лигу национального чемпионата. В сезоне 1954/1955 годов вместе с командой занял четвёртое место в чемпионате, Жан выходил на поле в 33 матчах сезона. Сезон 1956/1957 годов сложился для клуба неудачно, команда набрала всего 26 очков и вылетела во вторую лигу Франции.
Сезон 1957/1958 годов Веделинг начал в составе середняка чемпионата клуба «Тулуза», за клуб из одноимённого города он отыграл два сезона, стабильно выходя на поле практически во всех матчах национального первенства.
Своей игрой он привлёк внимание клуба «Реймс», являвшегося на тот момент сильнейшим в стране, контракт с новой командой он подписал в 1959 году, и уже в следующем впервые стал чемпионом Франции. Второй раз чемпионский титул он получил в сезоне 1962/1963 годов. Всего за «Реймс» выступал на протяжении шести сезонов.
Футбольную карьеру завершил в 1966 году выступлениями за клуб «Ваубан Страсбург» в одной из низших лиг чемпионата Франции.
Всего в высшей лиге чемпионата Франции провёл 311 матчей, принял участие в 8 матчах Кубка Чемпионов УЕФА.

## Выступление за сборную
В национальной сборной дебютировал в ноябре 1959 года, завершил выступления в апреле 1963 года, всего в составе сборной провел 26 матчей. За весь этот период благодаря надёжной игре и отсутствию травм не приглашался в состав сборной лишь на два официальных матча. Однако особых успехов со сборной за это время не добился.
В 1960 году был участником первого чемпионата Европы, на котором сборная Франция заняла четвёртое место из четырёх возможных. Играл в матчах отборочного цикла к чемпионату мира 1962 года, который завершился для сборной Франции неудачно, разделив в отборочной группе первое место со сборной Болгарии, для выявления победителя был назначен дополнительный матч между сборными на нейтральном поле, который завершился со счетом 1:0 в пользу болгар, которые и отправились на мировое первенство.

## Карьера менеджера
После завершения карьеры игрока долгое время работал в компании, занимающейся производством спортивных товаров, которую организовал вместе с компаньонами. В 1989 году был приглашён на должность управляющего футбольным клубом «Страсбур», в 1990 году был назначен его вице-президентом, в 1992 году стал его президентом, руководил менеджментом команды 2 года, после чего перебрался в наблюдательный совет клуба. Находился в структуре до 2000 года.

## Достижения
- Чемпион Франции: 1959/1960, 1962/1963